# Groene Moskee (Balkh)
De Groene Moskee (Pashto: شنه جومات; Dari: مَسجد سَبز, Masjid Sabz),  in Balkh in Noord-Afghanistan is een belangrijk cultureel en religieus symbool voor de regio. Naar men aanneemt, is aan de noordzijde voor het centrale deel het graf van Khwaja (meester) Abu Nasr Parsa.

## Historie
De moskee heeft ook de functie van mausoleum van een overigens onbekende overledene, het is gebouwd na 1460 door generaal (Amir Sayyid Jalal al-Din) Mir Mazid Bahadur Arghun,
de Shajbanidische gouverneur en later Khan van Balkh in de late vijftiende eeuw.
Het gebouw omvatte naast de moskee en mausoleum een madrassa in een vleugel aan de oostzijde.
Na de bouw is het geheel in de loop der eeuwen vele malen gewijzigd, uitgebreid gerestaureerd en ook van andere versieringen voorzien.
Uit een opname uit 1886 blijkt dat toen aan de oostzijde er een kleine vleugel was, waarschijnlijk de madrassa, de minaretten waren toen al zwaar beschadigd
en zijn na de restauratie van 2013/2014 niet opnieuw op originele hoogte gebracht.
In de jaren dertig van de 20e eeuw werd een stadspark rond het gebouw aangelegd, daartoe werden een aantal woningen gesloopt.
De zwaar beschadigde koepel werd hersteld.
Omstreeks 1939 werd het voorportaal bij oorlogshandelingen beschadigd.
In de periode van 1963-1966 werd de koepel gerestaureerd en gedeeltelijk van nieuwe tegels voorzien,
kort daarna werden toen de beide vleugels, mogelijk een moskee en de madrassa, verwoest.
In de jaren 70 van de 19e eeuw vond een restauratie plaats door de "Archaeology and Conservation of Historical Monuments of Afghanistan". 
Deze restauratie werd vrijwel geheel te niet gedaan door de  Afghaanse Oorlog, de koepel ging deels verloren en het bouwwerk raakte ernstig in verval.
In 2004 werd een deel van de decoratie gerestaureerd.
In 2012 werd de meest uitgebreide restauratie uitgevoerd door de "Aga Khan Trust for Culture" deze restauratie werd mede gefinancierd door het Duitse ministerie van Buitenlandse zaken.
Ook gedurende het Talibanoffensief werden weer vernielingen aangericht en in 2022 werd een deel van de moskee door een explosie verwoest.
De gebedsruimte onder de koepel is (2024) nog intact, maar het daarachter gelegen gedeelte, de bestrating en de tuinen zijn in verval geraakt. 

## Afbeeldingen

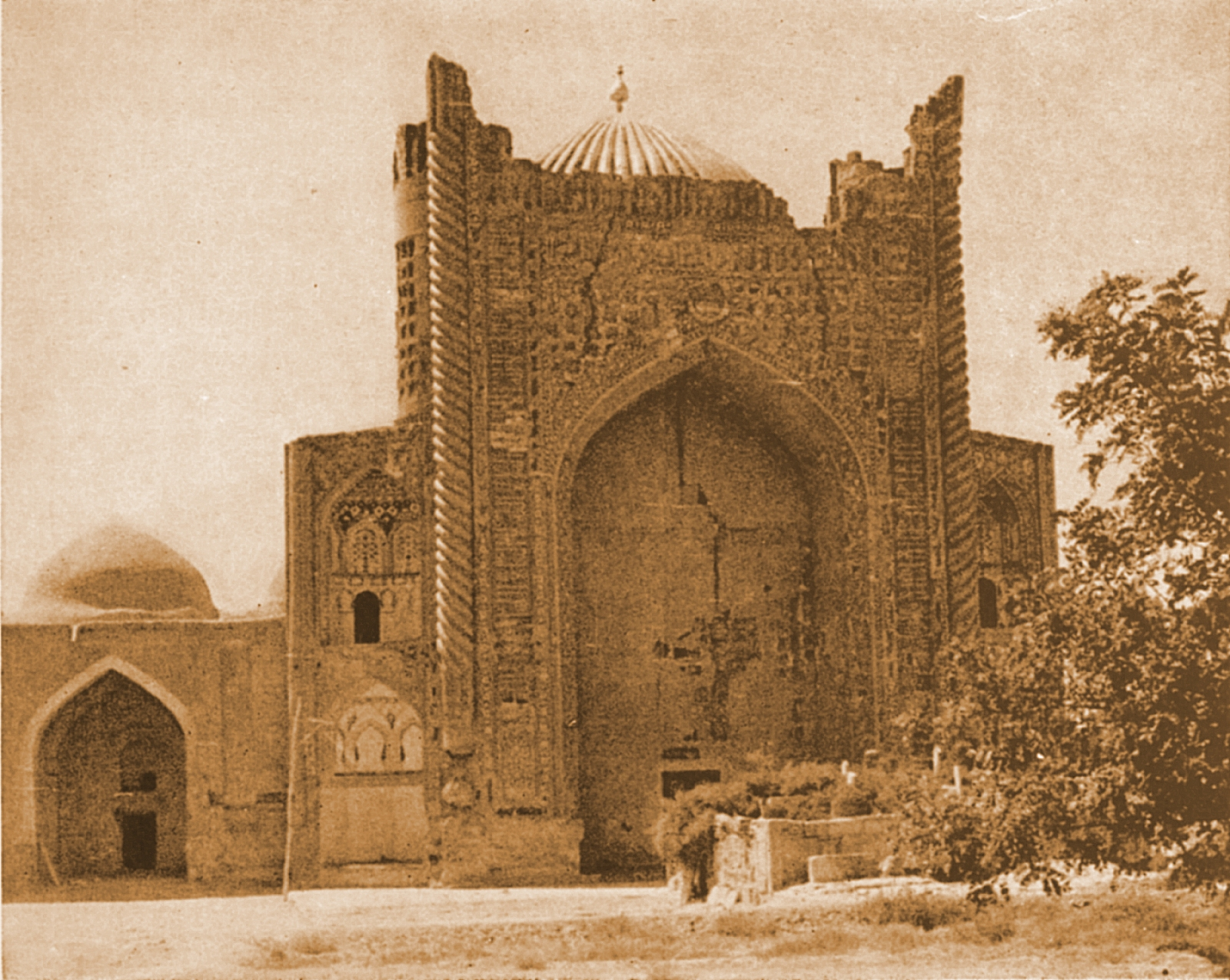
Groene Moskee Balkh 1881
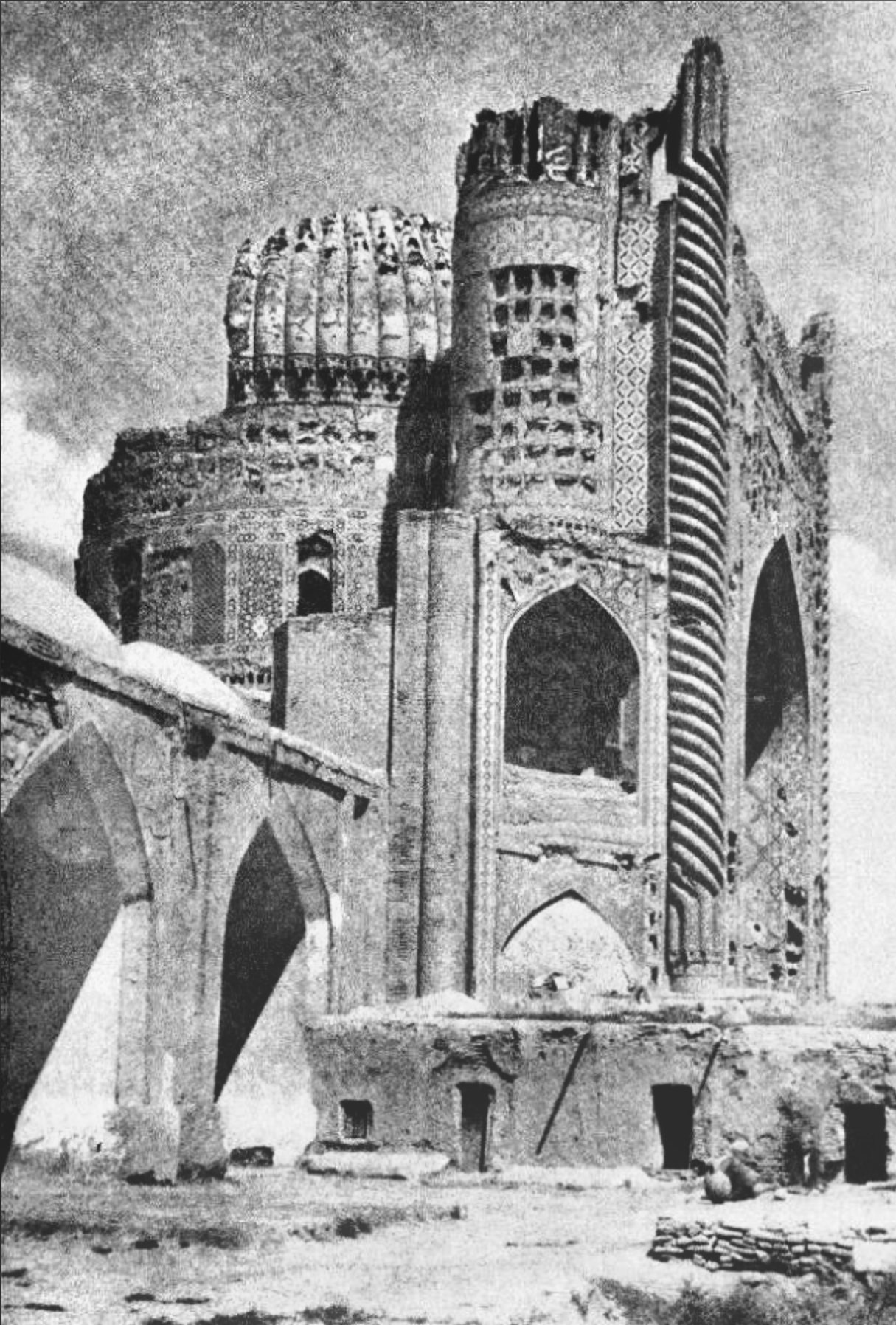
1934
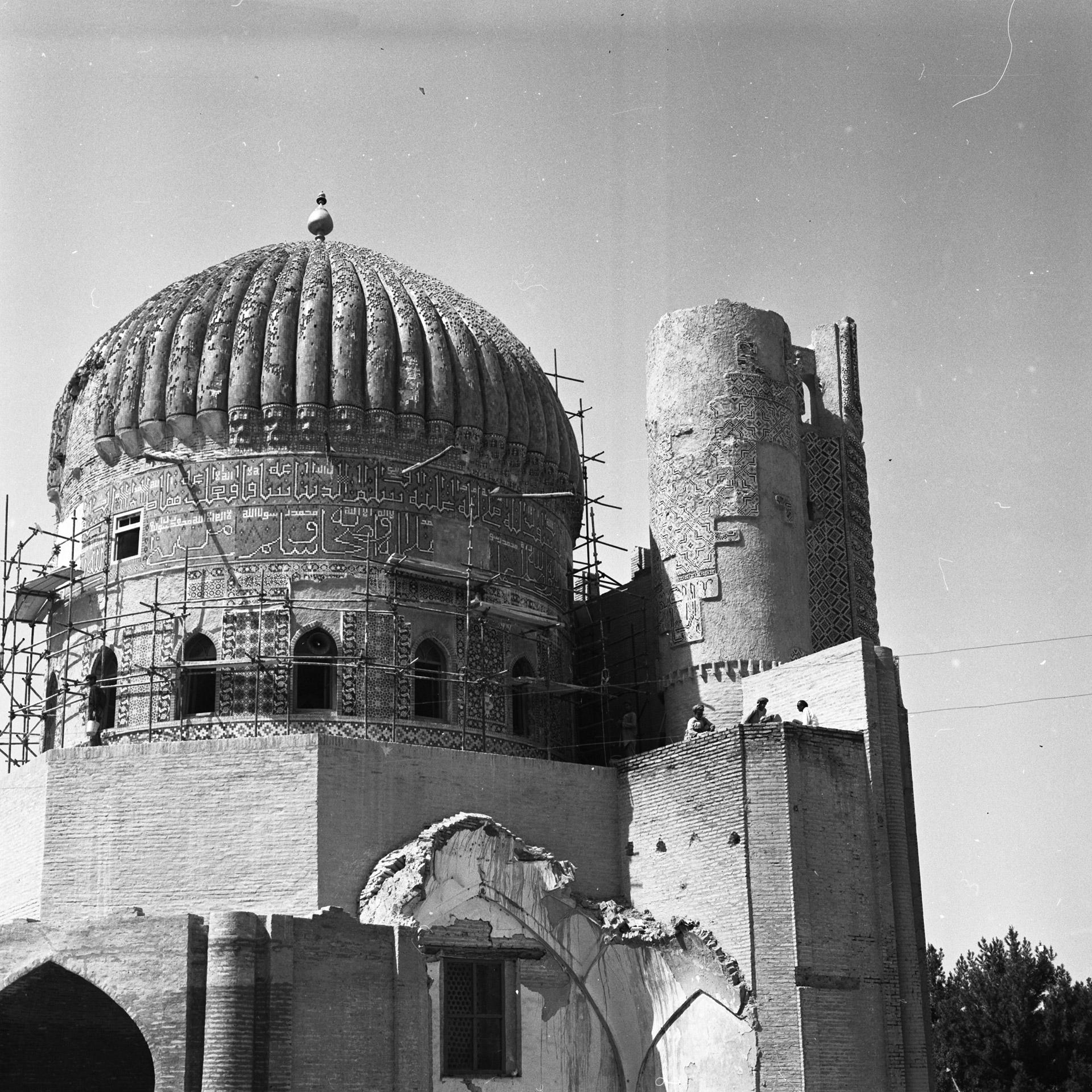
1976
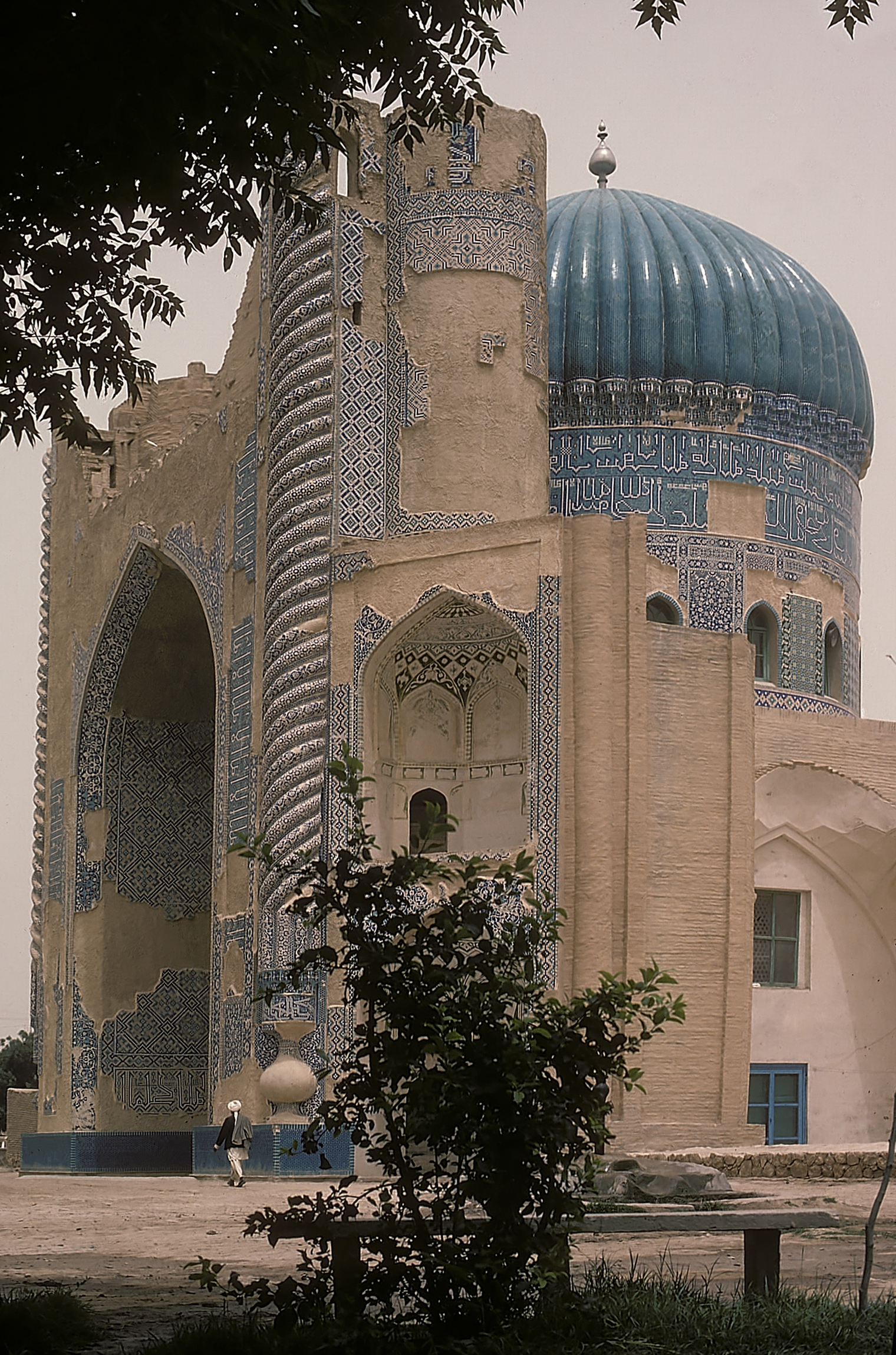
1977.
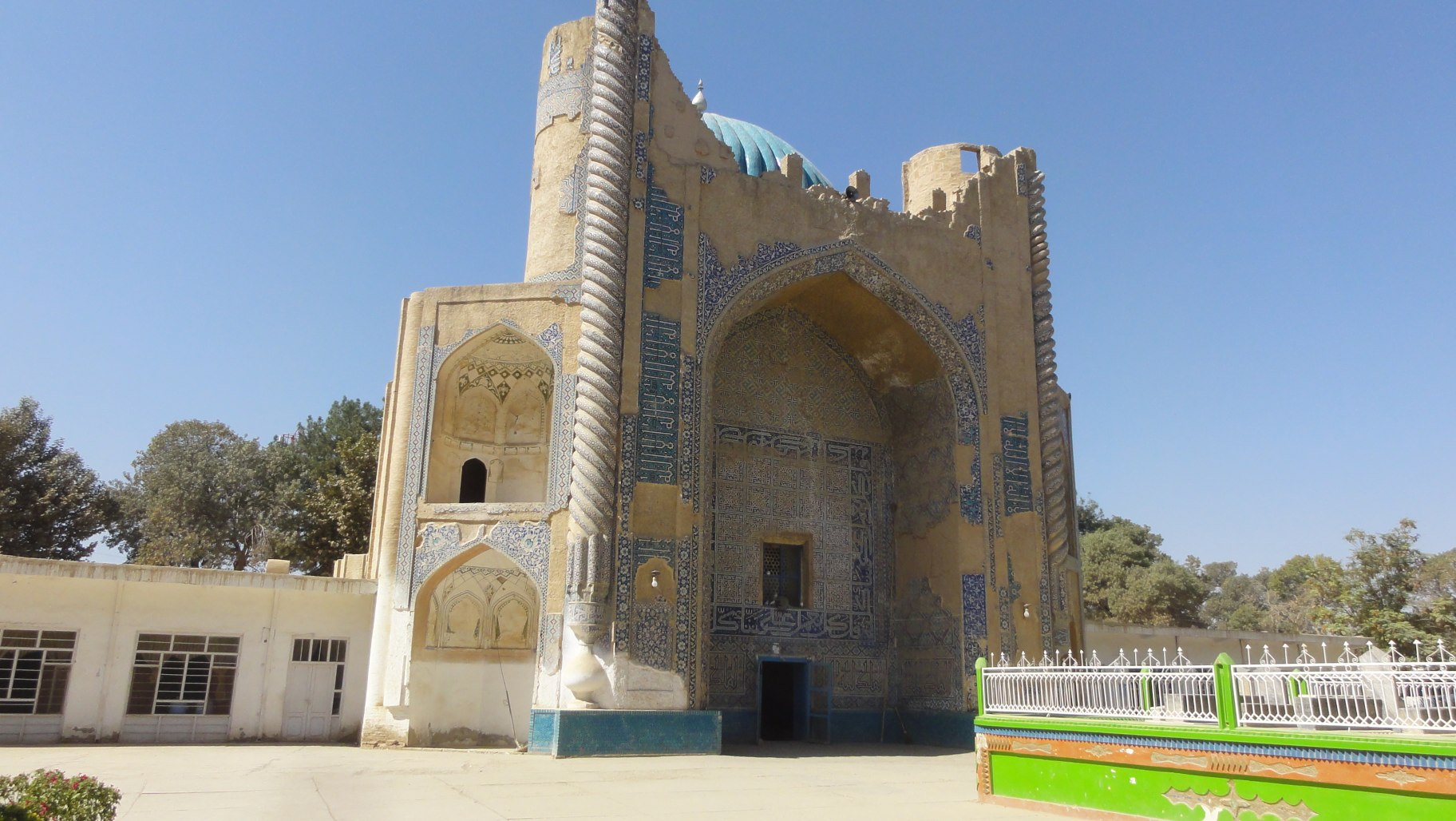
2011
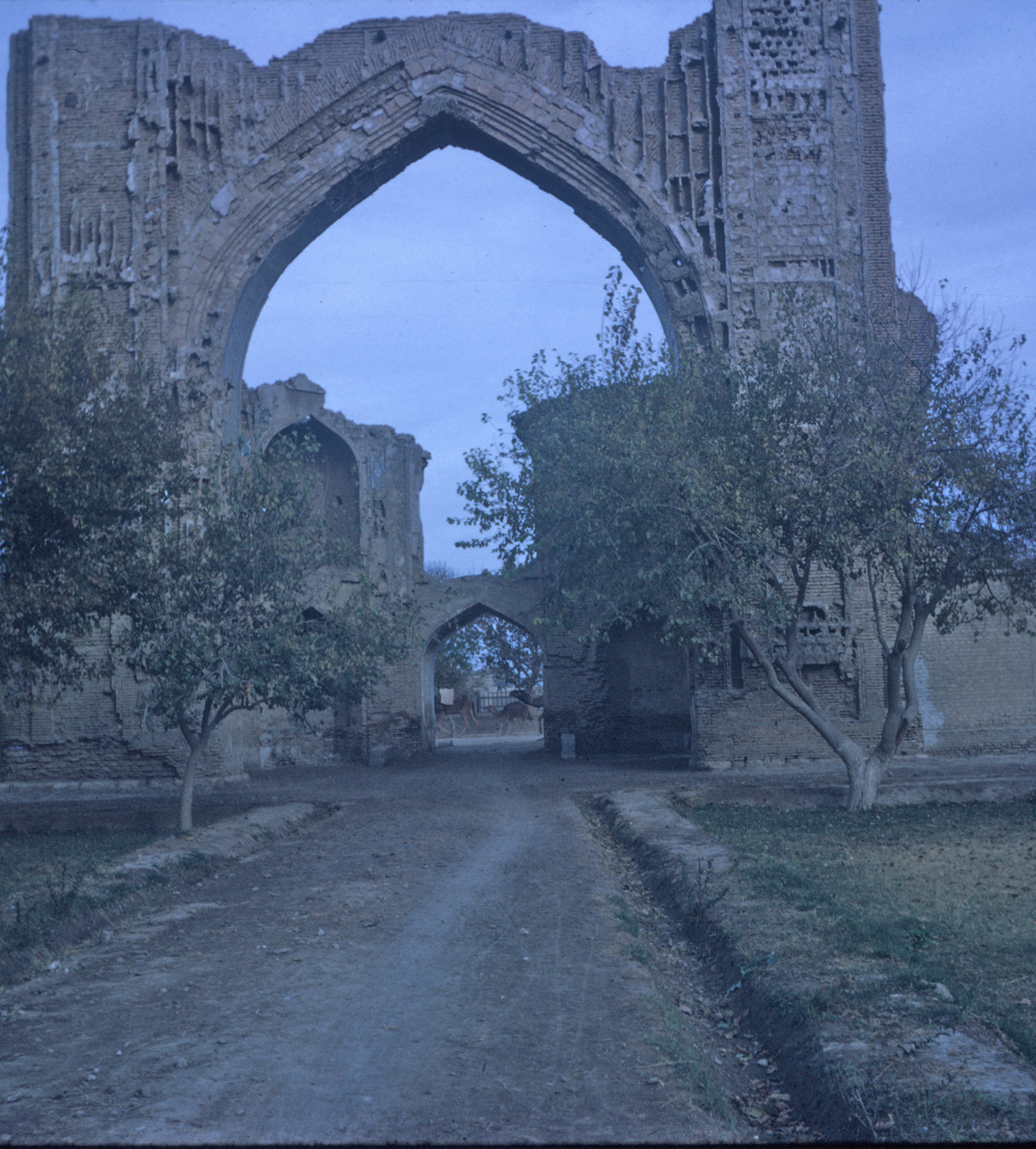
Madrasah-i Sayyid Subhan Quli Khan

## Architectuur
De moskee is een voorbeeld van Timoeridische architectuur, met een grote koepel, twee minaretten en versierde gevels. 
De muren zijn bedekt met turquoise kashi-tegels, ook wel "Turks groen" genoemd, hieraan dankt de moskee de naam "Groene Moskee". 
Het gebouw heeft een achthoekig grondplan (~30 * 25 m.), de achthoekige vorm wordt afgesloten door een pendentief  met daarop een tamboer met zestien openingen die licht toelaten tot het interieur.
De grote koepel heeft een geribbelde vorm van 56 ribben en is gemaakt van metselwerk versierd met tegels, deze vaardigheid, ook toegepast in de rest van het gebouw, is nergens anders te vinden is dan in Balkh.
Het hoofdgebouw (de historische moskee) is zowel buiten als in het interieur versiert met  Moaraq-tegels (Tekkechini tegels), vooral aan de onderste rand van de koepel en in het interieur vallen deze op.
Deze techniek werd algemeen toegepast in Islamitische bouwwerken, het is een soort mozaïek meestal met reliëf van uit gekleurde tegels gesneden tegelstukjes die tezamen een decoratie vormen.

### Restauratie van 2012-2014
In 2011 startte de Aga Khan Trust for Culture, opgericht door Karim el Hoesseini, een project voor een uitgebreide restauratie van de moskee, deze omvatte:
- De sloop van beide uit beton opgetrokken vleugels en de herbouw van beide vleugels (nieuwe moskee en madrassa) met traditionele materialen en vormgeving.
- Sloop van de zuidelijke en noordelijke vleugels van de betonnen moskee, archeologische opgraving en reconstructie van de historische en nieuwe moskee
- Het verduurzamen van de constructie, restauratie en opnieuw betegelen van de koepel en muqarnas.
- Het verduurzamen van het voorportaal, de minaretten en de tamboer en het conserveren de van geglazuurde tegels.
- Reinigen en restaureren van moaraq-mozaïektegels, geschilderde bloemendecoraties en andere interne conserveringswerkzaamheden van het hoofdgebouw (Historische moskee: ).
- Aanleg en renovatie van het stadspark (30.000 m²) rondom het heiligdom en het verduurzamen van het graf van Rabia I Balkhi  en de Madrasah-i Sayyid Subhan Quli Khan, de oude iwan van een madrassa uit de 17e eeuw.